# 411 a.C.

## Eventos
- Espúrio Náucio Rutilo e Marco Papírio Atratino, cônsules romanos.

### Ocidente
- Revolução em Atenas; sobe ao poder o governo dos cinco mil, mas a democracia é restaurada pouco depois.